# Belle Gunness

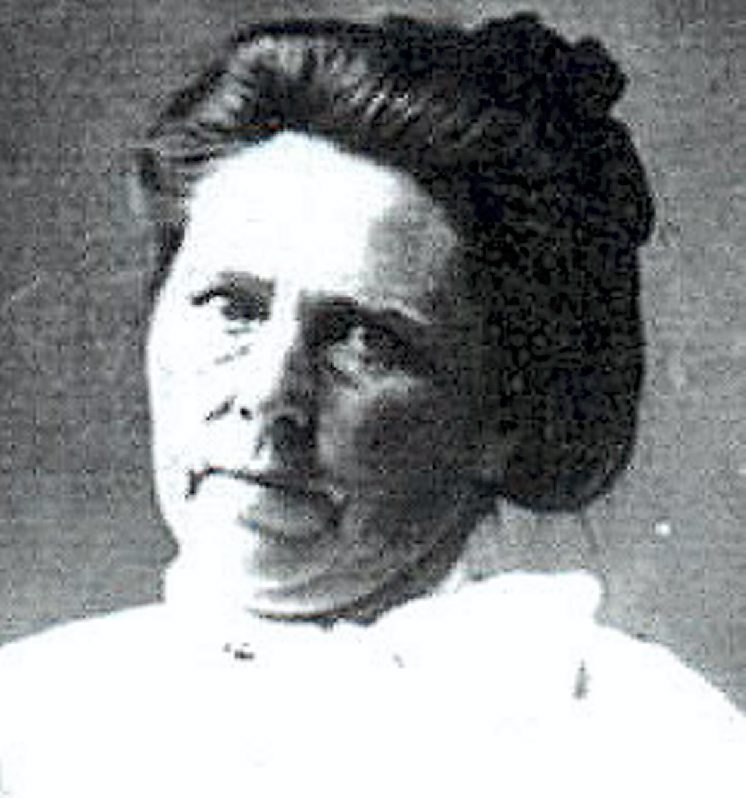
Belle Gunness im Jahr 1904

Belle Gunness (* 11. November 1859 in Selbu, Norwegen als Brynhild Paulsdatter Størset; † vermutlich 28. April 1908 in La Porte, Indiana) war eine norwegisch-US-amerikanische Serienmörderin. Die Zahl der Opfer der „Schwarzen Witwe“ liegt zwischen 20 und 40.

## Leben

### Frühe Jahre und erste Ehe
Størset wurde 1859 in Selbu, Norwegen, geboren. Im Jahr 1881 emigrierte sie in die Vereinigten Staaten und ließ sich 1883 in Chicago nieder. Sie änderte ihren Vornamen in „Belle“ (manchmal auch „Bella“) und heiratete 1884 den ebenfalls aus Norwegen stammenden Mads Sorenson. Das Paar eröffnete 1896 eine Konditorei in Chicago, die im darauffolgenden Jahr niederbrannte. Von der ausbezahlten Versicherungssumme kauften die Eltern von zwei Kindern ein Haus. Noch im selben Jahr verstarb Caroline, das ältere Kind. Der behandelnde Arzt diagnostizierte eine Dickdarmentzündung. Zwei Jahre später starb Carolines Bruder Axel an derselben Krankheit. Vermutlich waren ihre beiden Kinder jedoch Sorensons erste Opfer, die Symptome konnten auch von einer Vergiftung herrühren. 1897 und 1899 wurden die Sorensons wieder Eltern, Myrtle und Lucy kamen zur Welt. Am 30. Juli 1900 starb Mads Sorenson, er zeigte die typischen Symptome einer Strychnin-Vergiftung. Der Hausarzt ging aber aufgrund einer vordiagnostizierten Herzerkrankung von einem tödlichen Herzinfarkt aus. Sorenson zog mit ihren beiden Kindern nach La Porte, Indiana, wo sie sich von der Lebensversicherungssumme ihres verschiedenen Mannes eine Farm am Stadtrand kaufte.

### Umzug nach La Porte und zweite Ehe
Am 1. April 1902 heiratete Sorenson in La Porte den norwegischstämmigen Peter Gunness. Bereits im Dezember 1902 war Gunness wieder Witwe. Peter Gunness starb, als eine Maschine von einem Regal fiel und ihm den Schädel spaltete. Jennie Olsen, ein zum Haushalt gehörendes junges Mädchen, erklärte öffentlich, Gunness habe ihren Mann umgebracht. Im Jahr 1906 verschwand die damals 16-jährige Olsen aus La Porte, Gunness gab auf Nachfragen an, das Mädchen gehe in Kalifornien zur Schule. Belle Gunness war im Dezember 1902 schwanger und brachte 1903 ihren Sohn Philip zur Welt. Um die Farm zu bewirtschaften, stellte die verwitwete Gunness Landstreicher ein, die nach einigen Tagen oder Wochen scheinbar wieder weiterzogen. Außerdem gab sie Kontaktanzeigen auf, in denen sie einen norwegischen Mann zwecks Heirat suchte. Auf diese Anzeigen meldeten sich mehrere Männer, die mit Bargeld in den Taschen nach La Porte kamen, dieses Geld Gunness überließen und daraufhin nie wieder gesehen wurden.

### Der Hausbrand
Gunness beschäftigte seit 1906 einen Farmarbeiter namens Ray Lamphere, der in Gunness verliebt war und ihr mit Eifersuchtsszenen der Kontaktanzeigen wegen lästig wurde. Sie kündigte ihm im Februar 1908 und erzählte dem Sheriff von La Porte, Lamphere wolle sie umbringen. Am 28. April 1908 brannte Gunness' Farmhaus nieder. In den Trümmern fand man die Leichen von Myrtle, Lucy und Philip und den Körper einer geköpften Frau, die man als Belle identifizierte. Ray Lamphere wurde verhaftet und wegen Mordes und Brandstiftung angeklagt. Bei einer genaueren Untersuchung der Brandruine eine Woche nach dem Brand fanden die Ermittler in den Überresten des Schweinestalls ein Massengrab mit zehn männlichen Leichen und weiteren, nicht näher benannten menschlichen Knochenfragmenten. Außerdem wurden die Überreste von Jennie Olsen, einer weiteren, nicht identifizierten Frau und zwei unbekannten Kindern gefunden.
Die Polizei suchte in den Trümmern des Hauses weiter nach dem Kopf der verbrannten Frau, wurde aber nicht fündig. Einzig Gunness' Zahnbrücke, an der noch der Ankerzahn hing, wurde gefunden. Der inhaftierte Lamphere beteuerte, Belle Gunness sei noch am Leben und habe ihren Tod auf diese Weise vorgetäuscht. Sie habe am Vorabend des Brandes eine Frau in einer Bar angesprochen, sie mitgenommen und ermordet. Weiter sagte der Farmarbeiter aus, er selbst habe Gunness nach Stillwell zum Bahnhof gefahren, nachdem sie das Haus in Brand gesetzt hatte. Daraufhin suchte die Polizei nach Gunness, konnte sie aber nicht finden. Der Gerichtsmediziner schrieb in seinem abschließenden Bericht, die kopflose Frau sei Belle Gunness, und ignorierte damit die noch offenen Fragen, z. B. die nach dem Verbleib des Kopfes. Die Gerüchte, Belle Gunness sei noch am Leben, verstummten aber nie. Im November 1908 wurde Lamphere vor Gericht gestellt und wegen Mordes und Brandstiftung angeklagt. Die Anklage wegen Mordes wurde fallengelassen, da ihm dieser nicht zweifelsfrei nachgewiesen werden konnte. Wegen Brandstiftung wurde Lamphere zu zwei Jahren Haft verurteilt.

### Esther Carlson
Im Jahr 1931 wurde in Los Angeles eine Frau namens Esther Carlson angeklagt, die beschuldigt wurde, den aus Norwegen stammenden August Lindstrom vergiftet zu haben. Sie war laut Anklage auf Lindstroms Geld aus. Carlson war im Besitz von Fotografien von Kindern, die den Kindern von Belle Gunness verblüffend ähnlich sahen, und ihr eigenes Aussehen erinnerte an Belle Gunness. Die Stadt La Porte konnte es sich aber nicht leisten, den Sheriff nach Los Angeles reisen zu lassen, um sich vor Ort ein Bild von Carlson und den Fotos zu machen. Carlson starb vor Prozessbeginn an Tuberkulose, somit wurde der Verdacht bezüglich einer falschen Identität nicht weiter verfolgt.

## Exhumierung 2008 und Gedenken an die Opfer
2008 beschäftigte sich die Forensikerin Andrea Simmons von der University of Indianapolis mit dem Fall. Mit einer Gruppe von Studenten und Wissenschaftlern wollte Simmons herausfinden, ob die unter dem Namen Belle Gunness begrabene Frau tatsächlich Gunness ist. Mittels DNA-Analyse sollte geklärt werden, ob die DNA der Leiche zu der DNA auf einer Briefmarke von einem von Gunness verschickten Liebesbrief an ihr späteres Opfer Andrew Helgelien passt. Das Unternehmen scheiterte, da für eine Analyse nicht mehr genug DNA vorhanden war.
Zum 100. Jahrestag wurden auf dem Friedhof in La Porte Grab- bzw. Gedenksteine für die Opfer gesetzt. Peter Gunness und Jennie Olsen erhielten einen Grabstein, die unidentifizierten Opfer einen gemeinsamen Gedenkstein.

## Rezeption
Der Gitarrist John 5 veröffentlichte im Jahr 2007 das Album The Devil Knows My Name, auf dem das Stück The Black Widow of La Porte zu finden ist. 2011 veröffentlichte die Band Macabre auf ihrem Album Grim Scary Tales das Lied Bella The Butcher.
Der Roman Meine Männer der norwegischen Schriftstellerin Victoria Kielland, im Original 2021 erschienen, handelt von Belle Gunness. Die Autorin nannte ihr Buch „eine literarische Fantasie, inspiriert von tatsächlichen Ereignissen“. Eine deutsche Übersetzung des Buches erschien 2023.